# Byttorps IF

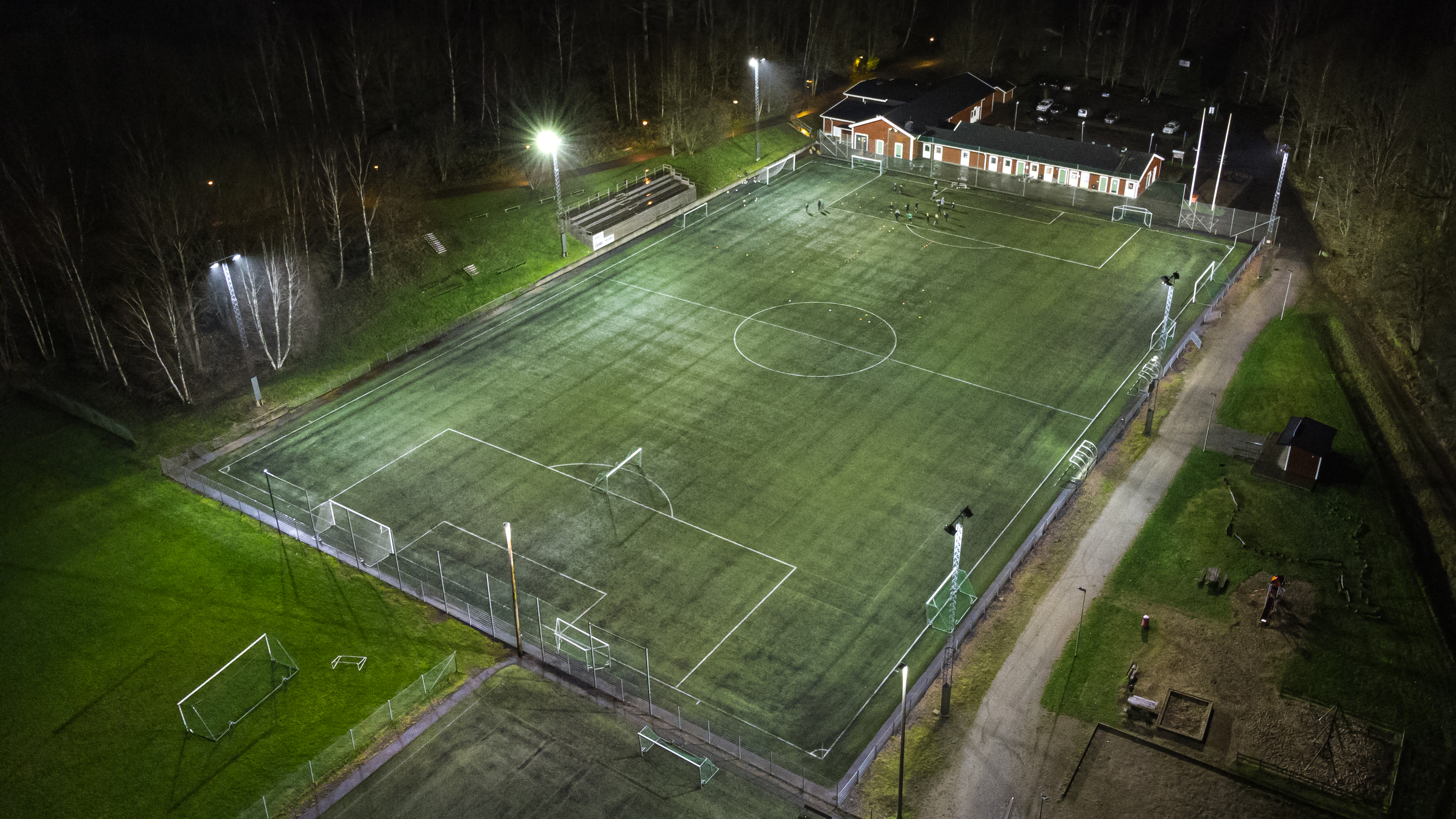
Drönarvy över Byttorps Idrottsplats

Byttorps IF, bildad 23 april 1949, idrottsförening från stadsdelen Byttorp i Borås. Föreningen utövar fotboll, handboll och bordtennis. Byttorps IF är bland annat Christer Mattiasson, Fredrik Berglunds och Hampus Nordströms moderklubb.

## Historia
I slutet av 1940-talet var Byttorp en stadsdel som expanderade genom byggnationen på Övre Byttorp, då många ungdomar flyttade in. På den tiden fanns ingen det idrottsförening på Byttorp med ungdomsverksamhet, så tvillingarna Lars och Anders Hedihn kallade till ett möte för att bilda en sådan förening. Resultatet av deras upprop blev att ett 20-tal pojkar i åldern 9-13 år kom till mötesplatsen utanför Västergårdens obebodda boningshus. De beslöt att bilda Byttorps Idrottsförening. Föreningen fick sina första stadgar vid inträdet i Riksidrottsförbundet 1951.